# Bertha Worms
Anna Clémence Berthe Abraham Worms (Uckange, 26 février 1868 - São Paulo, 27 juin 1937), plus connue comme Bertha Worms, est une enseignante et peintre franco-brésilienne.

## Vie et œuvre
Née en France dans une famille juive, elle commence à peindre à l'âge de treize ans, s'inscrivant à l'École nationale supérieure des beaux-arts. A dix-sept ans, elle obtient le diplôme de professeure de dessin.
En 1892, elle épouse le chirurgien-dentiste brésilien Fernando Samuel Worms. Elle déménage au Brésil, résidant pendant deux ans dans le sud du pays. En 1894, elle s'installe à São Paulo, où elle crée et dirige le Cours de Dessin et de Peinture, une institution de formation de peinture qui organise des expositions annuelles.
En 1895, elle expose au Salon National des Beaux-Arts, y obtenant de la Médaille d'Or. Elle participe de l'Exposition Brésilienne des Beaux-Arts (1911-1912), au Liceu de Artes e Ofícios de São Paulo.
Elle participe aussi à l'exposition Commémorative du Centenaire de l'Indépendance, qui a lieu dans le Palais des Industries de São Paulo (1922).

## Sélection de peintures

Oeuvres de Bertha Worms à la Pinacothèque de l'État de São Paulo
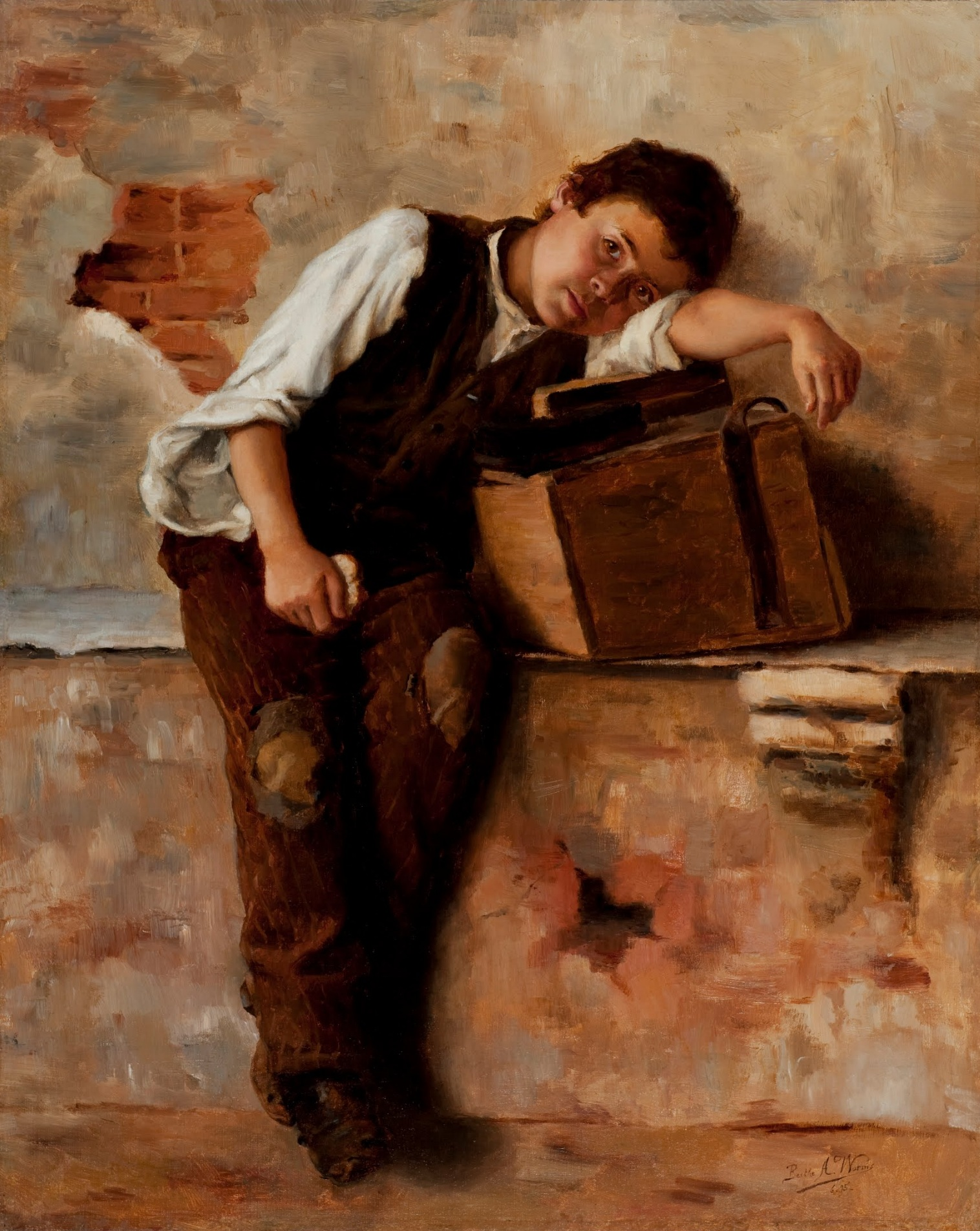
Saudades de Nápoles (1895).
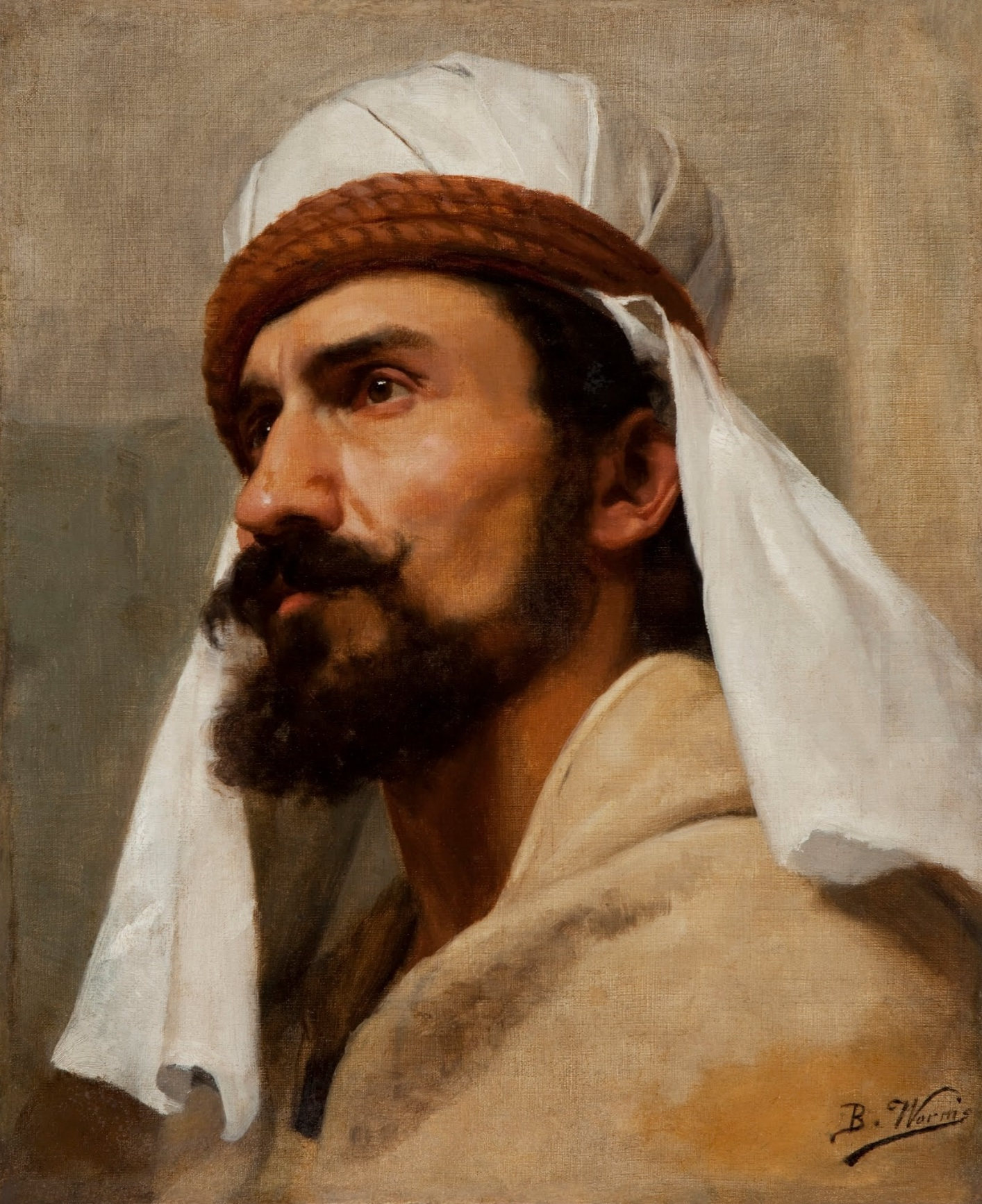
Retrato de Beduíno (1890-1900)
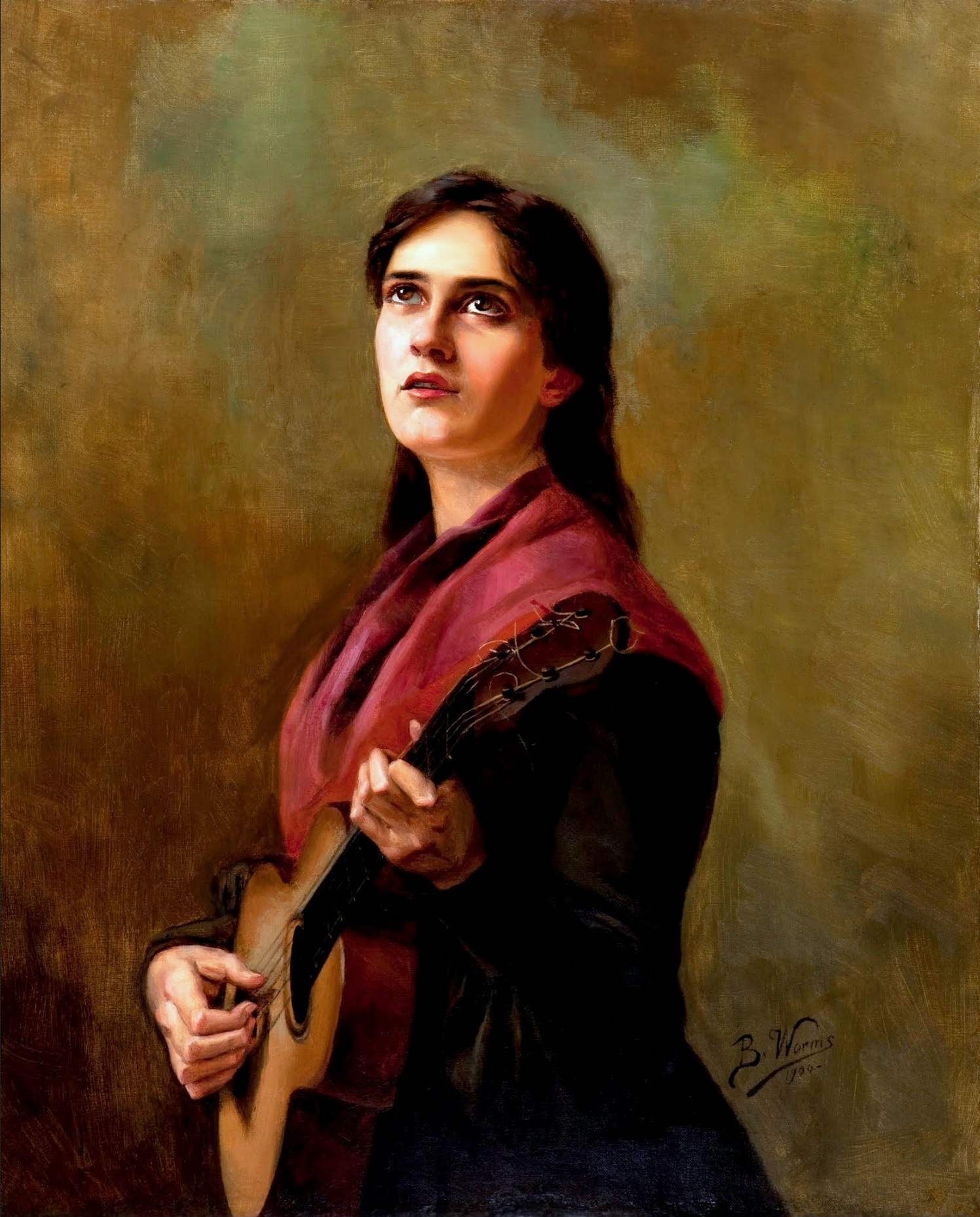
Canção Sentimental (1904)